# Natavan Gasimova
Natavan Gasimova Afşar (Naxçıvan, 8 luglio 1985) è una pallavolista azera.
Gioca nel ruolo di palleggiatrice nel Azəryol Voleybol Klubu.

## Carriera
La carriera professionistica di Natavan Gasimova inizia nella stagione 2004-05 quando viene ingaggiata dall'Azərreyl Voleybol Klubu, militante nella Superliqa azera, dove resta per sei annate, vincendo quattro scudetti consecutivi; nel 2004 fa il suo esordio nella nazionale dell'Azerbaigian.
Nel gennaio 2011 viene ceduta al Şahdağ-Şirvan Voleybol Klubu, ma pochi giorni dopo si trasferisce nella Serie A1 italiana, per concludere la stagione con il Robursport Volley Pesaro.
Nella stagione 2011-12 torna in patria vestendo la maglia del Voleybol Klubu Bakı, per poi passare, nell'annata 2012-13, a seguito della chiusura del club, all'Azəryol Voleybol Klubu.

## Palmarès

### Club
- Campionato azero: 4

2004-05, 2005-06, 2006-07, 2007-08